# Шипобедрена костенурка
Шипобедрената костенурка (Testudo graeca), наричана още неправилно „гръцка костенурка“ (съгласно латинското видово име), е един от четирите европейски представителя на семейството на Сухоземните костенурки (Testudinidae).
Шипобедрената костенурка достига до 7 kg тегло (най-голямата регистрирана шипобедрена костенурка е уловена в България). Много подобна на сродната ѝ шипоопашата костенурка (Testudo hermanni), която също се среща на територията на България.

## Синоними
От оригиналното описание на вида, до съвременния му статус съществуват множество синоними на научното име, продукт на недостатъчно ефективна комуникация както и на типографски грешки:
- Testudo graeca LINNAEUS 1758: 198
- Testudo pusilla LINNAEUS 1758: 198
- Testudo ibera PALLAS 1814 (алтернативно KHALIKOV)
- Testudo mauritanica DUMêRIL & BIBRON 1835: 45
- Testudo graeca – DUMêRIL & BIBRON 1835: 49
- Testudo mauritanica – DUMêRIL & BIBRON 1854: 219
- Testudo graeca – DUMêRIL & BIBRON 1854: 219
- Testudo ibera – BOULENGER 1836
- Testudo ibera – WERNER 1899: 376
- Testudo graeca – ENGELMANN et al. 1993
- Testudo graeca – SCHLEICH, KéSTLE & KABISCH 1996: 148
- Testudo perses PERéLé 2001
- Testudo perses – TöRKOZAN et al. 2004
- Testudo graeca graeca
- Testudo pusilla LINNAEUS 1758
- Testudo mauritanica DUMêRIL & BIBRON 1835: 45
- Tistudo mauritonica – KERCADO 1835 (типографска грешка)
- Testudo graeca graeca – MERTENS 1946
- Testudo graeca ibera PALLAS 1814
- Testudo ibera PALLAS 1814
- Testudo georgicana GöLDENSTEDT 1814 (невалиден вид)
- Testudo ecaudata PALLAS 1814 (дублира PIEH et al. 2002)
- Testudo ibera var. bicaudalis VENZMER 1918
- Testudo buxtoni BOULENGER 1921 (алтернативно PIEH et al. 2002)
- Testudo ibera racovitzai CALINESCU 1931
- Testudo graeca ibera – MERTENS 1946
- Testudo terrestris ibera – DAVID 1994
- Testudo buxtoni – PERéLé 2001
- Testudo graeca ibera – BISCHOFF 2002
- Testudo graeca terrestris FORSKèL 1775
- Testudo terrestris FORSKèL 1775 (не е аналогично на T. t. FERMIN 1765)
- Testudo zolkafa FORSKèL 1831 (невалиден вид)
- Testudo zohalfa FORSKèL 1835 (невалиден вид)
- Testudo floweri BODENHEIMER 1935
- Testudo graeca floweri – MERTENS 1946
- Testudo graeca terrestris – WERMUTH 1958
- Testudo graeca terrestris – ESTERBAUER 1985
- Testudo terrestris terrestris – DAVID 1994
- Testudo floweri – PERéLé 2001
- Testudo terrestris – PERéLé 2001
- Testudo floweri – LAHONY et al. 2002
- Testudo terrestris – PERéLé & BOUR 2004
- Testudo floweri – PERéLé 2001
- Testudo graeca zarudnyi NIKOLSKY 1896
- Testudo zarudnyi NIKOLSKY 1896
- Testudo graeca zarudnyi – MERTENS 1946
- Testudo terrestris zarudnyi – DAVID 1994
- Testudo zarudnyi – PERéLé 2001

## Разпространение и биотоп
Шипобедренатата костенурка се среща в Южна Европа – Пиренейския, Апенинския, югоизточната част на Балканския полуостров, островите Корсика, Сицилия, Сардиния, Малта и Балеарските острови, Мала Азия, района на Кавказ, Западен Иран, Северен Ирак, Сирия, Северозападна Афика.
В България се среща подвидът T. g. ibera. Тя е разпространена в цялата страна в областите с надморска височина до 1300 m, с изключение на Северозападна България.
Шипобедрената костенурка предпочита тревисти терени, за разлика от шипоопашатата костенурка, която е типична за редките гори.

### Подвидове
- T. graeca graeca -- северна Африка, южна Испания, Сардиния, Балеарски острови
- T. graeca ibera (според част от литературата отделен вид: T. ibera) -- Турция, Гърция, Северна Македония, България, Румъния
- T. graeca anamurensis -- Турция
- T. graeca terrestris -- южен Израел
- T. graeca armenica -- Армения
- T. graeca nikolskii -- Кавказ
- T. graeca buxtoni -- района на Каспийско море
- T. graeca pallasi -- Дагестан
- T. graeca marokkensis -- Мароко
- T. graeca lamberti -- Мароко
- T. graeca soussensis -- Мароко
- T. graeca nabeulensis -- Тунис
- T. graeca floweri
- T. graeca antakyensis
- T. graeca flavominimaralis -- Либия

## Начин на живот
Шипобедрената костенурка е активна през деня. Храни се главно с трева и паднали горски плодове, рядко с безгръбначни. Шипобедрената костенурка снася на 2 – 3 пъти по 2 – 8 бели почти сферични яйца, които заравя в почвата на сухи и топли места. Малките се излюпват след 70 – 100 дни. Продължителността на живота достига 110 – 120 години, макар това да е рядкост.

## Застрашеност
Шипобедрената костенурка е защитен вид от Приложение II на Бернската конвенция и от Приложения II и III на Закона за биологичното разнообразие.
Основните причини за застрашеността на шипобедрената костенурка са интензивното земеделие, намаляването на горите и улавянето ѝ от хората. Костенурките се ловят за храна или заради поверието, че кръвта им помага за лечението на рак, левкемия и други тежки болести. Научните факти свидетелстват, че консумацията на кръв няма лечебен ефект, но в някои случаи може да причини други заболявания, които се пренасят от кърлежи (напр. хеморалгична треска).